# Melissa (Kalabrien)

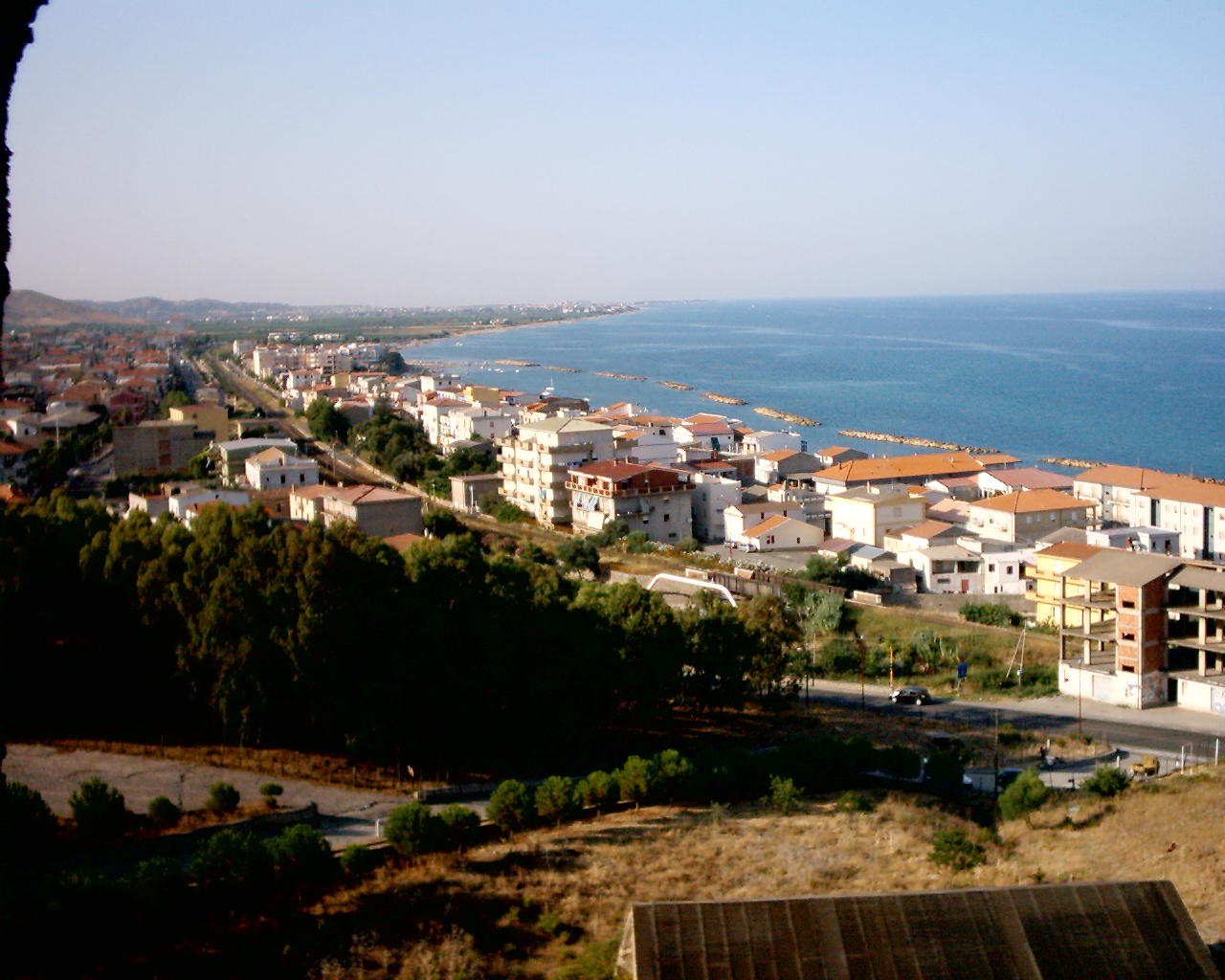
Torre Melissa, ein Stadtteil

Melissa ist eine süditalienische Gemeinde (comune) mit 3221 Einwohnern (Stand 31. Dezember 2023) in der Provinz Crotone in Kalabrien. Die Gemeinde liegt etwa 26,5 Kilometer nordnordwestlich von Crotone am Ionischen Meer. Die nordwestliche Grenze der Gemeinde bildet der Lipuda.

## Weinbau
Unter dem Namen Melissa DOC werden Weiß- und Rotweine vertrieben, die seit 1979 eine „kontrollierte Herkunftsbezeichnung“ (Denominazione di origine controllata – DOC) haben, die zuletzt am 7. März 2014 aktualisiert wurde.
Die Denomination beschreibt folgende Weintypen:
- Melissa Bianco: muss zu mindestens 80–95 % aus der Rebsorte Greco Bianco bestehen. Höchstens 5–20 % Trebbiano Toscano und/oder Malvasia Bianca dürfen – einzeln oder gemeinsam – zugesetzt werden.
- Melissa Rosso: muss zu mindestens 75–95 % aus der Rebsorte Gaglioppo bestehen. Höchstens 5–25 % Greco Nero, Greco Bianco, Trebbiano Toscano und/oder Malvasia Bianca dürfen – einzeln oder gemeinsam – zugesetzt werden.

Der Ort liegt außerdem im DOC-Weinanbaugebiet Cirò.

## Geschichte

### Legenden
Mehrere Gründungslegenden sind überliefert. Melissa wird von Ovid in den Metamorphosen erwähnt. Der Name bedeutet auf Griechisch "Ort der Bienen und des Honigs". In den Höhlen des Ortes soll die Zauberin Melissa gehaust haben. Auch von einer Nymphe Melissa ist die Rede, die sich auch im Stadtwappen wiederfindet.

### Urkundliche Erwähnung
Melissa wird erstmals urkundlich im 13. Jahrhundert erwähnt. 

### Das Massaker von Melissa
Bauern hatten 1949 brach liegende Felder und Olivenhaine des Ortsteils Fragalà besetzt, um sie zu bewirtschaften. Auf Betreiben der Großgrundbesitzer setzte Minister Scelba zur Bekämpfung der Streiks eine Spezialeinheit der Polizei ein, die La Celere genannt wurde. Sie begann am 29. Oktober 1949 die Bauern zu vertreiben. Dabei wurden zwei junge Männer, Francesco Nigro und Giovanni Zito, und eine junge Frau, Angelina Mauro,  durch die Polizei erschossen. Fünfzehn Personen wurden mit Schussverletzungen in den Rücken verwundet. Das Ereignis wird als Strage di Melissa (Massaker von Melissa) bezeichnet und hat nationales und internationales Aufsehen erregt.

## Sehenswürdigkeiten

### Höhlen
Im Stadtgebiet und der näheren Umgebung sind Felsenhöhlen zu finden, die früher als Wohnungen dienten.

### Burg
Auf der höchsten Erhebung des Ortes steht die Burg von Melissa, die auf das mittelalterliche Königreich Aragon zurückdatiert wird. Es sind nur einige Gebäudeteile und die Stadtmauer erhalten.

### San Francesco di Paola
Die heutige Kirche San Francesco di Paola wurde auf Überresten einer älteren Kirche Santa Maria dei Francesi von 1690 erbaut. Die Kirche beherbergt eine Skulptur aus Hainbuchenholz aus dem Jahr 185 n. Chr., die den Heiligen darstellt, dem die Kirche geweiht ist. Die Skulptur wird in einer Glasnische aufbewahrt. An der Außenmauer erinnert eine Gedenktafel aus dem 18. Jahrhundert an den Kult von San Cesareo und Sant'Aloi.

### San Giacomo
Die Kirche San Giacomo wurde im 16. Jahrhundert von der Familie Campitelli errichtet. Eines der Familienmitglieder, der Graf von Melissa, soll von den Dorfbewohnern ermordet worden sein, da er "das Recht der ersten Nacht" einführen wollte.

### Kriegerdenkmal von Fragalà
Dieses Denkmal wurde 1979 von dem Mailänder Künstler Ernesto Treccani geschaffen. Es wurde zum Jahrestag des Bauernmassakers von Fragalà im Jahr 1949 gestiftet. Treccani reiste zur Aufstellung des Denkmals persönlich nach Melissa und drückte seine Verbundenheit mit den Opfern aus. Er wurde daraufhin in den Stadtrat der Gemeinde gewählt.

### Torre Merlata
Nahe der Küste steht der mit Zinnen versehene Torre Merlata. Er beherbergt ein Bauern- und Heimatmuseum. Nach diesem markanten Turm ist der Stadtteil Torre Melissa benannt. Dem Stadtteil wird seit 2012 die Blaue Flagge verliehen, eine Auszeichnung der Umweltstiftung für europäische Küstenstandorte, die die Kriterien in Bezug auf Wasserqualität, Strandsauberkeit und Dienstleistungen erfüllen.

## Verkehr
Durch die Gemeinde verläuft die Strada Statale 106 Jonica (zugleich E90) die Küstenlinie entlang.

## Gemeindepartnerschaften
Melissa unterhält zwei inneritalienische Partnerschaften mit den Gemeinden Gattatico in der Provinz Reggio Emilia und Pedesina in der Provinz Sondrio.